# Krzywystok
Krzywystok – wieś w Polsce położona w województwie lubelskim, w powiecie zamojskim, w gminie Komarów-Osada.
W latach 1975–1998 miejscowość administracyjnie należała do województwa zamojskiego.
Wieś jest sołectwem w gminie Komarów-Osada. Według Narodowego Spisu Powszechnego z roku 2011 wieś liczyła 192 mieszkańców.
Wieś wymieniona w XIX-wiecznym opisie parafii Łabunie. Księgi metrykalne wsi prowadził kościół filialny w Komarowie (nota SgKP tom V, str. 563).
Wierni Kościoła rzymskokatolickiego należą do parafii Trójcy Przenajświętszej w Komarowie-Osadzie.